# Rosey Fletcher
Gabrielle Rose Fletcher  –conocida como Rosey Fletcher– (Anchorage, 30 de noviembre de 1975) es una deportista estadounidense que compitió en snowboard, especialista en las pruebas de eslalon paralelo.
Participó en tres Juegos Olímpicos de Invierno, entre los años 1998 y 2006, obteniendo una medalla de bronce en Turín 2006, en la prueba de eslalon gigante paralelo.
Ganó dos medallas de plata en el Campeonato Mundial de Snowboard, en los años 1999 y 2001.

## Medallero internacional
| Juegos Olímpicos   | Juegos Olímpicos              | Juegos Olímpicos  | Juegos Olímpicos         |
| Año                | Lugar                         | Medalla           | Competición              |
| ------------------ | ----------------------------- | ----------------- | ------------------------ |
| 2006               | Turín (Italia)                | Medalla de bronce | Eslalon gigante paralelo |
| Campeonato Mundial |                               |                   |                          |
| Año                | Lugar                         | Medalla           | Competición              |
| 1999               | Berchtesgaden (Alemania)      | Medalla de plata  | Eslalon gigante paralelo |
| 2001               | Madonna di Campiglio (Italia) | Medalla de plata  | Eslalon gigante paralelo |